# 10027 Пероцці
10027 Пероцці (10027 Perozzi) — астероїд головного поясу, відкритий 30 березня 1981 року.
Тіссеранів параметр щодо Юпітера — 3,510.